# Hot Mess (canción de Ashley Tisdale)
Hot Mess—en español: Desastre Caliente Es una canción del segundo álbum Guilty Pleasure, de la cantante y actriz norteamericana Ashley Tisdale. Es el tercer sencillo oficial de la cantante Ashley Tisdale confirmado en su página web. La canción fue lanzada en ITunes el 31 de mayo de 2009.

## Canción
La letra de la canción explica que Ashley es una niña buena, que conoce un hombre del que se enamora, pero este hombre no es un buen partido para ella y le da mala influencia.
Hot Mess es una canción sin videoclip.

## Charts
| Chart                    | Peak position |
| ------------------------ | ------------- |
| Austrian Singles Chart   | 24            |
| European Hot 100 Singles | 52            |
| German Singles Chart     | 17            |
| Italian Singles Chart    | 24            |
| Norwegian Singles Chart  | 16            |
| Swiss Singles Chart      | 8             |